# Penisa rosea
Penisa rosea är en fjärilsart som beskrevs av George Francis Hampson 1893. Penisa rosea ingår i släktet Penisa och familjen nattflyn. Inga underarter finns listade i Catalogue of Life.